# Regionalliga 2018-19
La Regionalliga 2018-19 fue la décima primera temporada de la Regionalliga, la séptima bajo el nuevo formato, y pertenece al cuarto nivel del fútbol alemán.

## Nuevo formato
Se usó un nuevo formato de promoción esta temporada. Los campeones de la Regionalliga Nordost y Südwest fueron promocionados directamente a la 3. Liga 2019-20, así como al campeón de la Regionalliga West que fue determinado en un sorteo. Los otros dos campeones (Bayern y Nord) participaron en los play-offs de la promoción para determinar el cuarto equipo promovido.
El sorteo para determinar que liga tuvo el último lugar de promoción directa (Bayern, Nord u Oeste), junto con el orden de emparejamiento de los play-offs de promoción, se llevó a cabo el 27 de abril de 2018.

## Regionalliga Nord
Los 18 equipos de los estados de Bremen, Hamburgo, Baja Sajonia y Schleswig-Holstein compitieron en la séptima temporada de la reformada Regionalliga Nord. Werder Bremen II fue relegado de la 3. Liga 2017-18. Lupo Martini Wolfsburg y VfL Oldenburg fueron promovidos de la Niedersachsenliga 2017-18 y Holstein Kiel II fue promovido desde la Schleswig-Holstein-Liga 2017-18.
El proceso de descenso fue reformado para esta temporada. El escenario regular vio relegados a los tres clubes inferiores. Fueron reemplazados por los campeones de la Niedersachsenliga, mientras que los campeones de la Bremen-Liga, Oberliga Hamburg y Schleswig-Holstein-Liga jugaron una ronda de play-off para los dos lugares restantes. El club decimoquinto jugó un play-off contra los subcampeones de la Oberliga Niedersachsen por un lugar final en el Regionalliga. Este escenario podía variar según la promoción y el descenso de la 3. Liga.
| Pos. | Equipo                      | Pts. | PJ | G  | E  | P  | GF | GC | Dif. | Clasificación 2019-20  |
| ---- | --------------------------- | ---- | -- | -- | -- | -- | -- | -- | ---- | ---------------------- |
| 1    | Wolfsburgo II (C)           | 77   | 34 | 23 | 8  | 3  | 86 | 28 | +58  | Play-offs de ascenso   |
| 2    | Lübeck                      | 74   | 34 | 22 | 8  | 4  | 70 | 23 | +47  |                        |
| 3    | Werder Bremen II            | 61   | 34 | 18 | 7  | 9  | 54 | 38 | +16  |                        |
| 4    | Weiche Flensburg            | 59   | 34 | 16 | 11 | 7  | 65 | 41 | +24  |                        |
| 5    | Drochtersen/Assel           | 52   | 34 | 14 | 10 | 10 | 44 | 43 | +1   |                        |
| 6    | Hannover 96 II              | 51   | 34 | 14 | 9  | 11 | 46 | 33 | +13  |                        |
| 7    | Hamburgo II                 | 49   | 34 | 13 | 10 | 11 | 46 | 42 | +4   |                        |
| 8    | Schwarz-Weiß Rehden         | 47   | 34 | 13 | 8  | 13 | 42 | 46 | −4   |                        |
| 9    | VfB Oldenburg               | 45   | 34 | 11 | 12 | 11 | 49 | 44 | +5   |                        |
| 10   | Holstein Kiel II            | 45   | 34 | 12 | 9  | 13 | 51 | 51 | 0    |                        |
| 11   | Havelse                     | 44   | 34 | 13 | 5  | 16 | 39 | 55 | −16  |                        |
| 12   | Jeddeloh                    | 43   | 34 | 12 | 7  | 15 | 47 | 65 | −18  |                        |
| 13   | Eintracht Norderstedt       | 41   | 34 | 11 | 8  | 15 | 51 | 66 | −15  |                        |
| 14   | St. Pauli II                | 40   | 34 | 12 | 4  | 18 | 41 | 47 | −6   |                        |
| 15   | LSK Hansa                   | 40   | 34 | 11 | 7  | 16 | 40 | 58 | −18  | Play-offs de descenso  |
| 16   | Germania Egestorf/Langreder | 36   | 34 | 11 | 3  | 20 | 36 | 57 | −21  | Descenso a la Oberliga |
| 17   | VfL Oldenburg               | 25   | 34 | 7  | 4  | 23 | 37 | 79 | −42  | Descenso a la Oberliga |
| 18   | Lupo Martini                | 20   | 34 | 4  | 8  | 22 | 31 | 61 | −30  | Descenso a la Oberliga |

 Fuente: soccerway.com
Criterios de clasificación: 1) Puntos; 2) Diferencia de goles; 3) Goles marcados

### Play-off por la permanencia
- LSK Hansa (15.° de la Regionalliga Nord)
- Eintracht Northeim (Subcampeón de la Oberliga Niedersachsen)

| Equipo 1           | Agr. | Equipo 2  | Ida | Vuelta |
| ------------------ | ---- | --------- | --- | ------ |
| Eintracht Northeim | 0–3  | LSK Hansa | 0–1 | 0–2    |

## Regionalliga Nordost
Los 18 equipos de los estados de Berlín, Brandeburgo, Mecklenburg-Vorpommern, Sajonia, Sajonia-Anhalt y Turingia compitieron en la séptima temporada de la reformada Regionalliga Nordost. Chemnitzer FC y Rot-Weiß Erfurt fueron relegados de la 3. Liga 2017-18. Optik Rathenow fue promovido de la NOFV-Oberliga Nord 2017-18 y Bischofswerdaer FV fue promovido de la NOFV-Oberliga Süd 2017-18.
| Pos. | Equipo                  | Pts. | PJ | G  | E  | P  | GF | GC | Dif. | Clasificación 2019-20  |
| ---- | ----------------------- | ---- | -- | -- | -- | -- | -- | -- | ---- | ---------------------- |
| 1    | Chemnitzer FC (C)       | 77   | 34 | 25 | 2  | 7  | 82 | 36 | +46  | Ascenso a la 3. Liga   |
| 2    | BAK 07                  | 70   | 34 | 21 | 7  | 6  | 64 | 36 | +28  |                        |
| 3    | Wacker Nordhausen       | 64   | 34 | 19 | 7  | 8  | 59 | 38 | +21  |                        |
| 4    | Hertha BSC II           | 57   | 34 | 16 | 9  | 9  | 60 | 43 | +17  |                        |
| 5    | Rot-Weiß Erfurt         | 54   | 34 | 15 | 9  | 10 | 57 | 42 | +15  |                        |
| 6    | Lokomotive Leipzig      | 50   | 34 | 14 | 8  | 12 | 51 | 41 | +10  |                        |
| 7    | Babelsberg              | 46   | 34 | 13 | 7  | 14 | 53 | 44 | +9   |                        |
| 8    | Germania Halberstadt    | 46   | 34 | 12 | 10 | 12 | 46 | 38 | +8   |                        |
| 9    | Auerbach                | 46   | 34 | 13 | 7  | 14 | 47 | 53 | −6   |                        |
| 10   | Meuselwitz              | 44   | 34 | 13 | 5  | 16 | 52 | 55 | −3   |                        |
| 11   | Viktoria Berlín         | 43   | 34 | 14 | 10 | 10 | 50 | 38 | +12  |                        |
| 12   | Dynamo de Berlín        | 42   | 34 | 12 | 6  | 16 | 38 | 61 | −23  |                        |
| 13   | Union Fürstenwalde      | 40   | 34 | 10 | 10 | 14 | 43 | 60 | −17  |                        |
| 14   | Altglienicke            | 39   | 34 | 9  | 12 | 13 | 54 | 59 | −5   |                        |
| 15   | Oberlausitz Neugersdorf | 37   | 34 | 10 | 7  | 17 | 40 | 64 | −24  | Descenso a la Oberliga |
| 16   | Bischofswerdaer         | 34   | 34 | 10 | 4  | 20 | 29 | 58 | −29  |                        |
| 17   | Optik Rathenow          | 28   | 34 | 8  | 4  | 22 | 36 | 65 | −29  |                        |
| 18   | Budissa Bautzen         | 26   | 34 | 6  | 8  | 20 | 21 | 51 | −30  | Descenso a la Oberliga |

 Fuente: soccerway.com
Criterios de clasificación: 1) Puntos; 2) Diferencia de goles; 3) Goles marcados
Notas:
1. ↑  Al Viktoria Berlín se le restaron 9 puntos por declararse en insolvencia.[4]
2. ↑  Oberlausitz Neugersdorf fue voluntariamente relegado a la Oberliga, tomando el lugar de Optik Rathenow.[5]

## Regionalliga West
Los 18 equipos de Renania del Norte-Westfalia compitieron en la séptima temporada de la Regionalliga West reformada. TV Herkenrath fue promovido de la Mittelrheinliga 2017-18, SV Straelen fue promovido de la Oberliga Niederrhein 2017-18, mientras que SV Lippstadt 08 y 1. FC Kaan-Marienborn fueron promovidos de la Oberliga Westfalen 2017-18.
| Pos. | Equipo                      | Pts. | PJ | G  | E  | P  | GF | GC | Dif. | Clasificación 2019-20  |
| ---- | --------------------------- | ---- | -- | -- | -- | -- | -- | -- | ---- | ---------------------- |
| 1    | Viktoria Colonia (C)        | 67   | 34 | 19 | 10 | 5  | 62 | 30 | +32  | Ascenso a la 3. Liga   |
| 2    | Rot-Weiß Oberhausen         | 64   | 34 | 18 | 10 | 6  | 58 | 41 | +17  |                        |
| 3    | Rödinghausen                | 63   | 34 | 19 | 6  | 9  | 58 | 29 | +29  |                        |
| 4    | Borussia Mönchengladbach II | 57   | 34 | 15 | 12 | 7  | 47 | 38 | +9   |                        |
| 5    | Borussia Dortmund II        | 56   | 34 | 16 | 8  | 10 | 62 | 36 | +26  |                        |
| 6    | Alemannia Aachen            | 49   | 34 | 13 | 10 | 11 | 48 | 39 | +9   |                        |
| 7    | Verl                        | 46   | 34 | 11 | 13 | 10 | 51 | 46 | +5   |                        |
| 8    | Rot-Weiss Essen             | 46   | 34 | 13 | 7  | 14 | 42 | 40 | +2   |                        |
| 9    | Colonia II                  | 45   | 34 | 12 | 9  | 13 | 54 | 46 | +8   |                        |
| 10   | Wuppertaler                 | 44   | 34 | 12 | 8  | 14 | 45 | 49 | −4   |                        |
| 11   | Wattenscheid                | 43   | 34 | 11 | 10 | 13 | 44 | 44 | 0    |                        |
| 12   | Fortuna Düsseldorf II       | 42   | 34 | 11 | 9  | 14 | 47 | 62 | −15  |                        |
| 13   | Lippstadt                   | 41   | 34 | 11 | 8  | 15 | 36 | 48 | −12  |                        |
| 14   | Bonner                      | 40   | 34 | 11 | 7  | 16 | 42 | 51 | −9   |                        |
| 15   | Kaan-Marienborn             | 39   | 34 | 9  | 12 | 13 | 50 | 54 | −4   | Descenso a la Oberliga |
| 16   | Straelen                    | 39   | 34 | 9  | 12 | 13 | 36 | 62 | −26  | Descenso a la Oberliga |
| 17   | Wiedenbrück                 | 38   | 34 | 9  | 11 | 14 | 42 | 52 | −10  | Descenso a la Oberliga |
| 18   | Herkenrath                  | 15   | 34 | 3  | 6  | 25 | 34 | 91 | −57  | Descenso a la Oberliga |

 Fuente: soccerway.com
Criterios de clasificación: 1) Puntos; 2) Diferencia de goles; 3) Goles marcados

## Regionalliga Südwest
Los 18 equipos de Baden-Württemberg, Hesse, Renania-Palatinado y Sarre compitieron en la séptima temporada de Regionalliga Südwest. El FC 08 Homburg y FK Pirmasens fueron promocionados desde la Oberliga Rheinland-Pfalz/Saar 2017-18, TSG Balingen fue promovido de la Oberliga Baden-Württemberg 2017-18 y Hessen Dreieich fue promovido de la Hessenliga 2017-18.
| Pos. | Equipo                   | Pts. | PJ | G  | E  | P  | GF | GC | Dif. | Clasificación          |
| ---- | ------------------------ | ---- | -- | -- | -- | -- | -- | -- | ---- | ---------------------- |
| 1    | Waldhof Mannheim (C)     | 88   | 34 | 28 | 4  | 2  | 88 | 32 | +56  | Ascenso a la 3. Liga   |
| 2    | Saarbrücken              | 67   | 34 | 20 | 7  | 7  | 77 | 35 | +42  |                        |
| 3    | Homburgo                 | 64   | 34 | 19 | 7  | 8  | 54 | 30 | +24  |                        |
| 4    | Elversberg               | 60   | 34 | 19 | 3  | 12 | 61 | 40 | +21  |                        |
| 5    | Kickers Offenbach        | 59   | 34 | 16 | 11 | 7  | 61 | 34 | +27  |                        |
| 6    | Ulm                      | 57   | 34 | 17 | 6  | 11 | 50 | 43 | +7   |                        |
| 7    | Friburgo II              | 55   | 34 | 15 | 10 | 9  | 50 | 37 | +13  |                        |
| 8    | Steinbach                | 51   | 34 | 14 | 9  | 11 | 46 | 44 | +2   |                        |
| 9    | Pirmasens                | 43   | 34 | 12 | 7  | 15 | 36 | 60 | −24  |                        |
| 10   | Hoffenheim II            | 41   | 34 | 11 | 8  | 15 | 55 | 62 | −7   |                        |
| 11   | Balingen                 | 41   | 34 | 9  | 14 | 11 | 39 | 49 | −10  |                        |
| 12   | FSV Frankfurt            | 40   | 34 | 11 | 7  | 16 | 42 | 56 | −14  |                        |
| 13   | Astoria Walldorf         | 39   | 34 | 10 | 9  | 15 | 42 | 53 | −11  |                        |
| 14   | Maguncia 05 II           | 33   | 34 | 8  | 9  | 17 | 39 | 48 | −9   |                        |
| 15   | Stuttgart II             | 31   | 34 | 7  | 10 | 17 | 35 | 56 | −21  | Descenso a la Oberliga |
| 16   | Wormatia Worms           | 30   | 34 | 8  | 7  | 19 | 34 | 58 | −24  | Descenso a la Oberliga |
| 17   | Eintracht Stadtallendorf | 29   | 34 | 8  | 5  | 21 | 37 | 63 | −26  | Descenso a la Oberliga |
| 18   | Hessen Dreieich          | 19   | 34 | 4  | 7  | 23 | 29 | 75 | −46  | Descenso a la Oberliga |

 Fuente: soccerway.com
Criterios de clasificación: 1) Puntos; 2) Diferencia de goles; 3) Goles marcados
Notas:
1. ↑  Al Wormatia Worms se le restó 1 punto debido a los disturbios producidos durante el partido contra FK Pirmasens.[6]

## Regionalliga Bayern
Los 18 equipos de Baviera compitieron en la séptima temporada de la Regionalliga Bayern. SV Heimstetten fue promovido de la Bayernliga Süd 2017-18 y Viktoria Aschaffenburg fue promovido de la Bayernliga Nord 2017-18.
| Pos. | Equipo                 | Pts. | PJ | G  | E  | P  | GF | GC | Dif. | Clasificación          |
| ---- | ---------------------- | ---- | -- | -- | -- | -- | -- | -- | ---- | ---------------------- |
| 1    | Bayern Múnich II       | 73   | 34 | 22 | 7  | 5  | 72 | 30 | +42  | Play-offs de ascenso   |
| 2    | Eichstätt              | 66   | 34 | 19 | 9  | 6  | 69 | 44 | +25  | DFB-Pokal 2019-20      |
| 3    | Wacker Burghausen      | 56   | 34 | 16 | 8  | 10 | 50 | 41 | +9   |                        |
| 4    | Schweinfurt 05         | 55   | 34 | 14 | 13 | 7  | 55 | 43 | +12  |                        |
| 5    | Núremberg II           | 55   | 34 | 15 | 10 | 9  | 50 | 38 | +12  |                        |
| 6    | Memmingen              | 48   | 34 | 13 | 9  | 12 | 55 | 57 | −2   |                        |
| 7    | Illertissen            | 47   | 34 | 14 | 5  | 15 | 58 | 63 | −5   |                        |
| 8    | Buchbach               | 46   | 34 | 13 | 7  | 14 | 52 | 48 | +4   |                        |
| 9    | Bayreuth               | 45   | 34 | 12 | 9  | 13 | 51 | 47 | +4   |                        |
| 10   | Viktoria Aschaffenburg | 41   | 34 | 9  | 14 | 11 | 47 | 54 | −7   |                        |
| 11   | Garching               | 41   | 34 | 10 | 11 | 13 | 46 | 53 | −7   |                        |
| 12   | Schalding-Heining      | 41   | 34 | 11 | 8  | 15 | 41 | 53 | −12  |                        |
| 13   | Augsburgo II           | 39   | 34 | 11 | 6  | 17 | 43 | 50 | −7   |                        |
| 14   | Greuther Fürth II      | 38   | 34 | 10 | 8  | 16 | 45 | 49 | −4   |                        |
| 15   | 1860 Rosenheim         | 37   | 34 | 10 | 7  | 17 | 37 | 58 | −21  | Play-offs de descenso  |
| 16   | Heimstetten            | 35   | 34 | 10 | 5  | 19 | 48 | 73 | −25  | Play-offs de descenso  |
| 17   | Pipinsried             | 33   | 34 | 8  | 9  | 17 | 46 | 69 | −23  | Descenso a la Oberliga |
| 18   | Ingolstadt 04 II       | 45   | 34 | 12 | 9  | 13 | 53 | 48 | +5   | Descenso a la Oberliga |

 Fuente: soccerway.com
Criterios de clasificación: 1) Puntos; 2) Diferencia de goles; 3) Goles marcados
Notas:
1. ↑  Debido al descenso del FC Ingolstadt a la 3. Liga, el FC Ingolstadt II fue trasladado al puesto 18 y descendido, ya que los equipos de reserva de clubes en la 3. Liga deben estar en la quinta división de Oberliga o una categoría debajo. El FC Ingolstadt II terminó previamente la temporada en noveno lugar.

### Play-offs por la permanencia

#### Primera ronda
- 1860 Rosenheim (15.° de la Regionalliga Bayern)
- Heimstetten (16.° de la Regionalliga Bayern)
- DJK Gebenbach (Subcampeón de la Bayernliga Nord)
- TSV Rain am Lech (Subcampeón de la Bayernliga Süd)

| Equipo 1     | Agr. | Equipo 2       | Ida | Vuelta |
| ------------ | ---- | -------------- | --- | ------ |
| Gebenbach    | 1–2  | 1860 Rosenheim | 0–1 | 1–1    |
| Rain am Lech | 2–3  | Heimstetten    | 1–1 | 1–2    |

#### Segunda ronda
Dado que Bayern Múnich II fue promovido a la 3. Liga, los perdedores de la primera ronda jugaron por otro lugar en la Regionalliga.
| Equipo 1  | Agr. | Equipo 2     | Ida | Vuelta |
| --------- | ---- | ------------ | --- | ------ |
| Gebenbach | 1–2  | Rain am Lech | 0–2 | 1–0    |

## Play-off de ascenso
Los campeones de las dos ligas regionales establecidas con anterioridad participaron en el play-off de ascenso a la 3. Liga. El ganador del juego de promoción consiguió el ascenso para la tercera división de la siguiente temporada. 
En el caso de una exención de participación de los equipos, o si ningún equipo calificaba atléticamente de una liga regional, se declaraba byes.
Los siguientes equipos calificaron atléticamente para los juegos de ascenso:
- Campeón de la Regionalliga Bayern:  Bayern de Múnich II
- Campeón de la Regionalliga Nord:  VfL Wolfsburgo II

Los participantes y el orden de emparejamiento para el play-off de la promoción 2018-19 se determinaron mediante un sorteo celebrado el 27 de abril de 2018. El partido de ida se celebró el 22 de mayo y el de vuelta el 26 de mayo de 2019.
| Equipo 1         | Agr. | Equipo 2      | Ida | Vuelta |
| ---------------- | ---- | ------------- | --- | ------ |
| Bayern Múnich II | 5–4  | Wolfsburgo II | 1–3 | 4–1    |

### Partidos
Todos los horarios corresponden al Horario de verano europeo (UTC+2).
| 22 de mayo de 2019, 19:00 | Wolfsburgo II                | 3:1 (3:1)                     | Bayern Múnich II   | AOK-Stadion, Wolfsburgo                                  |                                                          |
|                           | Rizzi 6' · Hanslik 33' 45+4' | DFB Reporte Soccerway Reporte | Ziegele 44' (a.g.) | Asistencia: 4552 espectadores Árbitro(s): Thorben Siewer | Asistencia: 4552 espectadores Árbitro(s): Thorben Siewer |

| 26 de mayo de 2019, 16:00 | Bayern Múnich II                       | 4:1 (2:1)                     | Wolfsburgo II | Grünwalder Stadion, Múnich                                |                                                           |
|                           | Rochelt 33' · Mai 42' · Wriedt 49' 65' | DFB Reporte Soccerway Reporte | Hanslik 8'    | Asistencia: 7283 espectadores Árbitro(s): Lasse Koslowski | Asistencia: 7283 espectadores Árbitro(s): Lasse Koslowski |

- Bayern de Múnich II ganó en el resultado global con un marcador de 5–4, por tanto logró el ascenso a la 3. Liga para la siguiente temporada.